# Saint-Souplet-sur-Py
Saint-Souplet-sur-Py é uma comuna francesa na região administrativa do Grande Leste, no departamento de Marne. Estende-se por uma área de 21.2 km², e possui 123 habitantes, segundo o censo de 2018, com uma densidade de 5.8 hab/km².